# Bernardia leptostachys
Bernardia leptostachys är en törelväxtart som beskrevs av Robert Hippolyte Chodat och Emil Hassler. Bernardia leptostachys ingår i släktet Bernardia och familjen törelväxter.
Artens utbredningsområde är Paraguay. Inga underarter finns listade i Catalogue of Life.